# BP Racing Trophy
Le BP Racing Trophy était une récompense sportive de Suisse décernée par des journalistes de la presse spécialisée helvète pour récompenser le meilleur pilote automobile national de la saison, essentiellement et de façon annuelle entre 1965 et 1979. Il consistait en la remise d'un piston doré à l'or fin à l'intéressé. 
Initialement destiné à n'être attribué qu'une seule fois par lauréat, il y eut deux exceptions sur la base de nouvelles réalisations particulièrement remarquables (pour Joseph Siffert, et Clay Regazzoni).

## Palmarès
- 1965 : Joseph Siffert;
- 1966 : Jean-Jacques Thuner (pl)[1];
- 1967 : Rico Steinemann / Dieter Spoerry (pl)[2];
- 1968 : Joseph Siffert[3];
- 1969 : Peter Schetty;
- 1970 : Clay Regazzoni;
- 1971 : Xavier Perrot;
- 1972 : Georges Filipinetti (de)[4]
- 1973 : Herbert Müller;
- 1974 : Clay Regazzoni[5];
- 1975 : Emmanuel de Graffenried[6];
- 1976 : Manfred Schurti[7];
- 1977 : Markus Hotz (pl)[8];
- 1978 : Marc Surer;
- 1979 : Claude Haldi;
- 1980:  S+R Staffel Schweiz
- 1987 : Peter Sauber[9].